# Sičice
Sičice – wieś w Chorwacji, w żupanii brodzko-posawskiej, w gminie Vrbje. W 2011 roku liczyła 391 mieszkańców.